# 추상대수학

추상대수학(抽象代數學, 영어: abstract algebra)은 대수 구조를 다루는 여러 수학적 대상을 연구하는 분야이다. 이들 대수 구조들로는 군, 환, 체가 있으며, 이들 대상을 다루는 각 영역에는 가환대수와 호몰로지대수가 포함된다. 또 선형대수와 기초 수론을 추상대수학에 포함시키기도 한다. 추상대수학은 군, 환, 체, 가군, 벡터 공간, 그리고 대수학에 대해서 공부한다. "추상대수학"이란 이름은 20세기에 처음 만들어졌다. 그 이전까지 추상대수학과 사칙연산, 방정식 풀기, 그리고 실수, 복소수 계산을 다루는 "기초대수학"은 함께 뭉뚱그려서 대수학이라 불렀다. 이에 수학을 전공하지 않은 사람들이 대수학에 대해 일반적으로 떠올리는 기초대수학과 추상대수학이 다루는 분야는 다르다는 사실을 확실히 하기 위하여, 새로이 추상대수학이라는 용어를 만들었다. 그러나 최근의 저작물에서는 그 구분이 다시 모호해지고 있다.
역사적으로 볼 때, 대수 구조는 처음에는 수학의 몇몇 다른 영역에서 생겨난 것으로, 공리적으로 상술된 후에서야 추상대수학에서 제자리를 찾아 연구되기 시작하였다. 이 때문에 추상대수학은 수학의 다른 모든 분야와 수많은 관련성을 낳게 되었다.

## 분류
추상대수학은 다루어지는 대수 구조에 따라 분류된다.
- 군론은 군을 연구한다.
- 반군론은 군보다 더 약한 성질을 갖는, 반군이나  모노이드 등을 연구한다.
- 가환대수학은 가환환과 그 위의 가군에 대하여 연구한다.
  - 선형대수학은 체 위의 가군에 대한, 가환대수학의 특수한 경우이다.
  - 가환대수학은 대수기하학과 밀접한 관련이 있다.
- 환론은 (일반적으로 가환하지 않는) 환 및 유사환과 그 위의 가군에 대하여 연구한다.
- 격자론에서는 각종 격자 및 헤이팅 대수, 불 대수를 연구한다.
- 체론에서는 체를 연구한다. 이 분야는 수론과 겹치는 부분이 많다.

이런 모든 대수 구조에 공통되는 특성은 보편대수학(영어: universal algebra) 및 범주론에서 연구된다. 범주론은 서로 다른 대수 구조들을 비교하고 둘 사이의 대응 관계를 연구할 수 있는 형식적 수단을 제공한다.

## 역사
다른 수학 분야와 마찬가지로, 추상대수학 역시 구체적인 문제와 예시를 통해 발전해왔다. 19세기 말엽까지는 대수 방정식의 이론에 관련된 문제들이 주류를 이뤘다. 몇 가지 예를 아래에 적는다.
- 연립 선형 방정식의 해법에 대한 연구는 행렬과 판별식의 개념을 만들어내고, 이어서 선형대수학이라는 학문의 성립에 기여했다.
- n차 다항식의 근을 구하는 일반적인 공식을 만들려는 시도들은 군을 대칭의 대수적 표현으로 재발견하게 했다.
- 4차 혹은 그 이상의 차수의 디오판토스 방정식의 산술적 연구는 환과 아이디얼의 개념을 낳았다.

추상대수학을 가르치는 다수의 교과서들은 다양한 대수 구조에 대한 공리들을 소개하면서 시작한다. 공리들을 다 나열하고 나서야 각 대수 구조의 성질에 대해 논하기 시작한다. 이는 각 대수 구조들은 공리가 먼저 성립되고 난 후, 연구가 지속됨에 따라 성질들이 차례차례 발견되어 나아갔다는 잘못된 인상을 주기 쉽다. 사실 역사적으로 대수 구조의 발전 과정은 대다수의 교과서 진행구조와 상반되게 진행되어 왔다. 현재 대수학의 일부라고 여겨지는 대다수의 학문들은 여러 다른 수학 분야의 서로 공통점이 없어 보이던 개념들을 조합한 후, 각 개념들이 가지는 공통적인 부분들을 체계화하는 과정에서 탄생했다. 대표적인 예로는 군론을 들 수 있다.

## 응용
현대수학과 수리물리학에서 추상대수학의 개념을 특히 많이 차용한다. 예를 들어, 이론물리학에서는 추상대수학의 한 분야인 리 대수를 깊이 사용한다. 대수적 수론, 대수적 위상수학, 그리고 대수기하학을 통해 여러 다른 수학 분야에 대수학을 접목시키기도 한다. 표현론(Representation theory)은 추상대수학에서 다루는 대수 구조와 벡터 공간 위의 선형 변환들의 관계를 연구하는 분야이다.

## 같이 보기
- 부호 이론
- 군론

## 참고 문헌
- 김응태; 박승안 (1998). 《抽象代數學》 2판. 경문사. ISBN 897282043-1.
- 김주필 (2013). 《간추린 현대대수학》. 교우사. ISBN 9788981729943.
- 신현용 (2007). 《교사를 위한 추상대수학》. 교우사. ISBN 9788981726751.
- 이인석 (2008). 《대수학》. 서울대학교 출판부. ISBN 9788952109033.
- Dummit, David S.; Richard M. Foote (2004). 《Abstract algebra》 (영어) 3판. Wiley. ISBN 978-0-471-43334-7. MR 2286236. Zbl 1037.00003. [깨진 링크(과거 내용 찾기)]
- Lang, Serge (2002). 《Algebra》. Graduate Texts in Mathematics (영어) 211 3판. Springer. doi:10.1007/978-1-4613-0041-0. ISBN 978-1-4612-6551-1. ISSN 0072-5285. MR 1878556. Zbl 0984.00001.
- Grillet, Pierre Antoine (2007). 《Abstract algebra》. Graduate Texts in Mathematics (영어) 242. Springer. doi:10.1007/978-0-387-71568-1. ISBN 978-0-387-71567-4. ISSN 0072-5285.
- Hungerford, Thomas W. (1989). 《Algebra》 (영어) 5판. Springer. ISBN 978-0-387-90518-1.